# Наполитан, Джозеф
Джозеф Наполитан (англ. Joseph Napolitan; 6 марта 1929 — 2 декабря 2013) — американский политический консультант, принимавший участие в более чем 100 электоральных кампаниях в США и в разных странах мира. Так, например, он работал в выборных кампаниях Джона Кеннеди, Губерта Хамфри и Валери Жискар д'Эстена. Считается, что именно Наполитан ввел в оборот термин «политический консультант». Также он стал основателем и первым президентом Американской ассоциации политических консультантов (англ. International Association of Political Consultants). Наряду с французским политологом Мишелем Бонграном он стал соучредителем Международной ассоциации политических консультантов (англ. International Association of Political Consultants,).